# Bipassalozetes nitidus
Bipassalozetes nitidus är en kvalsterart som först beskrevs av Bayoumi och Al-Khalifa 1984.  Bipassalozetes nitidus ingår i släktet Bipassalozetes och familjen Passalozetidae. Inga underarter finns listade.